# Club de Carreras de Lahore
El Club de Carreras de Lahore se localiza en Lahore, Punjab, Pakistán, es un club de carreras de caballos, establecido en 1924, cuando Lahore era parte de la provincia de Punjab de la India Británica. El club se registró como empresa. Algunos veteranos afirman que data de 1874, pero a pesar de que había carreras de caballos en Lahore durante ese período, el registro formal del club actual no se remonta a esa fecha. Fue constituido el 18 de enero de 1924. El Hipódromo del club estaba inicialmente en la carretera Jail, Lahore, el sitio actual donde se ubica el parque Jilani. En 1976, el gobierno de Zulfikar Ali Bhutto pidió al club mover sus carreras fuera del lugar, pero permaneció allí hasta 1980, cuando fue obligado a abandonarlo el espacio por uno nuevo.
En el Club de Carreras de Lahore se disputan las competencias todos los domingos.